# Riverton (Nebraska)
Riverton é uma vila localizada no estado americano de Nebraska, no Condado de Franklin.

## Demografia
Segundo o censo americano de 2000, a sua população era de 145 habitantes.
Em 2006, foi estimada uma população de 135, um decréscimo de 10 (-6.9%).

## Geografia
De acordo com o United States Census Bureau, a localidade tem uma área de 1,0 km², sem área coberta por água. Riverton localiza-se a aproximadamente 539 m acima do nível do mar.

## Localidades na vizinhança
O diagrama seguinte representa as localidades num raio de 28 km ao redor de Riverton.